# Macrocneme spinivalva
Macrocneme spinivalva là một loài bướm đêm thuộc phân họ Arctiinae, họ Erebidae.